# Polycarpaea tenuifolia
Polycarpaea tenuifolia är en nejlikväxtart som först beskrevs av Carl Ludwig von Willdenow, och fick sitt nu gällande namn av Dc. Polycarpaea tenuifolia ingår i släktet Polycarpaea och familjen nejlikväxter. Inga underarter finns listade i Catalogue of Life.